# Microhylinae
A Microhylinae a kétéltűek (Amphibia) osztályába, a békák (Anura) rendjébe és a szűkszájúbéka-félék (Microhylidae) családjába tartozó alcsalád.

## Elterjedése
Az alcsaládba tartozó fajok dél-, Kelet- és délkelet-Ázsiában honosak.

## Rendszerezésük
Az alcsaládba tartozó nemek:
- Chaperina Mocquard, 1892
- Glyphoglossus Gunther, 1869
- Kaloula Gray, 1831
- Metaphrynella Parker, 1934
- Microhyla Tschudi, 1838
- Micryletta Dubois, 1987
- Mysticellus Garg & Biju, 2019
- Phrynella Boulenger, 1887
- Uperodon Duméril & Bibron, 1841